# Santos Domínguez
Santos Domínguez Ramos (* 1955 Cáceres) je španělský básník. Jeho básně jsou sebrány v několika antologiích a také byly publikovány v evropských i latinskoamerických tiskovinách.
Během své kariéry obdržel mnoho národních i mezinárodních cen, nejvýznamnější z nich jsou Premio Gerardo Diego (2004) za Tres retratos de frío, Premio Internacional Jaime Gil de Biedma y Alba (2005) za Díptico de infierno, Premio Eladio Cabañero za Las provincias del frío a Premio Tardor (2006) za En un bosque extranjero.
Básně Santose Domíngueze byly přeloženy do angličtiny, francouzštiny, maďarštiny a italštiny.
Má vlastní blog En un bosque extranjero

## Dílo
- Pórtico de la Memoria. Colección Alcazaba. Badajoz, 1994
- La orilla del invierno. Colección Almenara. Cáceres,1996.
- Cuaderno de Abul Qasim. Colección Alcazaba. Badajoz, 2001
- Tres retratos del frío. Premio Gerardo Diego. Tomelloso, 2004
- Díptico del Infierno. Premio Jaime Gil de Biedma y Alba. Nava de la Asunción, 2005
- Las provincias del frío. Premio Eladio Cabañero. Algaida. Madrid, 2006
- En un bosque extranjero. Premio Tardor. Aguaclara. Alicante, 2006
- Las sílabas del tiempo. Premio Barcarola. La rosa profunda. Nausicaa. Murcia, 2007
- La flor de las cenizas. Premio Ciudad de Irún. Fundación Kutxa. San Sebastián, 2007
- El reino de los hielos. Premio Manuel Alcántara. Málaga, 2008
- Para explicar la nieve. Premio Ángaro. Ayuntamiento de Sevilla, 2009
- Nueve de lunas. Premio Miguel Labordeta. Gobierno de Aragón. Zaragoza, 2010